# ジャン＝フランソワ・ド・トロワ
ジャン＝フランソワ・ド・トロワ（仏: Jean François de Troy, 1679年1月27日 - 1752年1月26日）は、フランスの画家である。歴史画や宗教的なテーマの絵画も描いたが、機知に富んだ人物を描いた風俗画家として評価が高い。イアサント・リゴー、ニコラ・ド・ラルジリエールと共に十八世紀初頭のフランスの三大肖像画家として位置づけられている。

## 略歴
パリで生まれた。父親のフランソワ・ド・トロワ(François de Troy: 1645–1730)は有力な肖像画家で、父親から絵画を学んだ。ローマ賞に応募して、落選したが、父親が費用を出して1699年から1705年の間、イタリアに留学した。はじめローマに滞在し、在ローマ・フランス・アカデミーの部屋を与えられた。1708年には父親が校長を務めていた、王立絵画彫刻アカデミーの会員に選ばれた。
1724年から1737年の間、ベルサイユ宮殿やフォンテンブローの宮殿の装飾画の依頼を受けた。1738年からローマに移り、在ローマ・フランス・アカデミーの校長を務め、亡くなるまでローマに滞在した。ローマのアカデミア・ディ・サン・ルカの名誉会員に選ばれ、1744年に一時、校長に任命された
。弟子にミシェル＝フランソワ・ダンドレ＝バルドン（1700年-1783年）、アントワーヌ・ド・ファヴレイ（1706年-1798年）、マリアンヌ・ロワール（1715年-1769年）らがいる。

## 作品

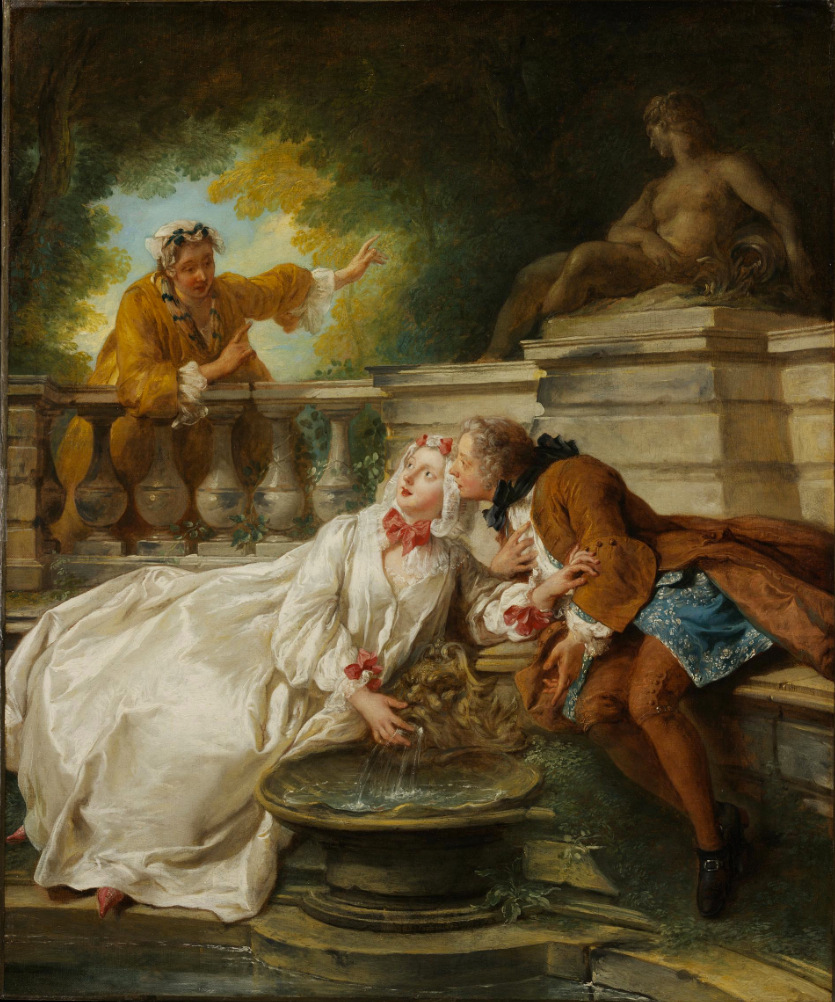
L'Alarme ou la Gouvernante fidèle (1723年)
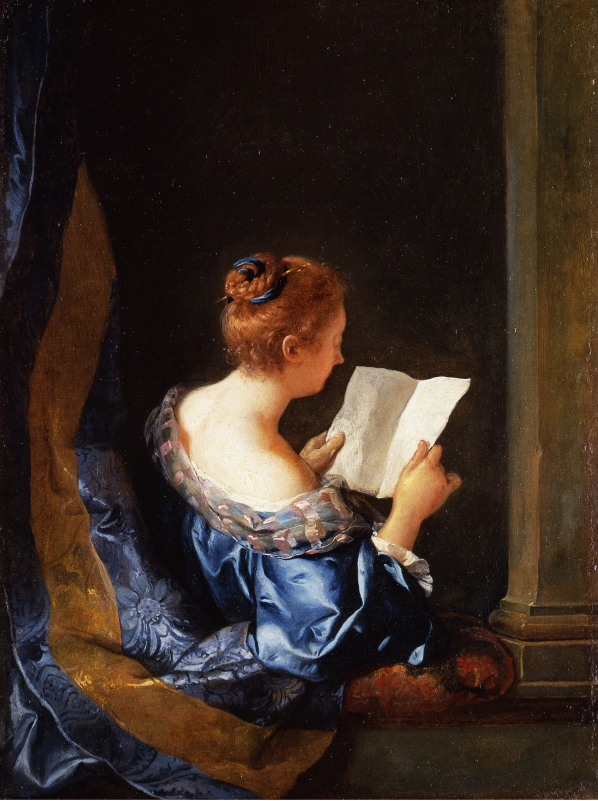
『手紙を読む女』 (1723年)
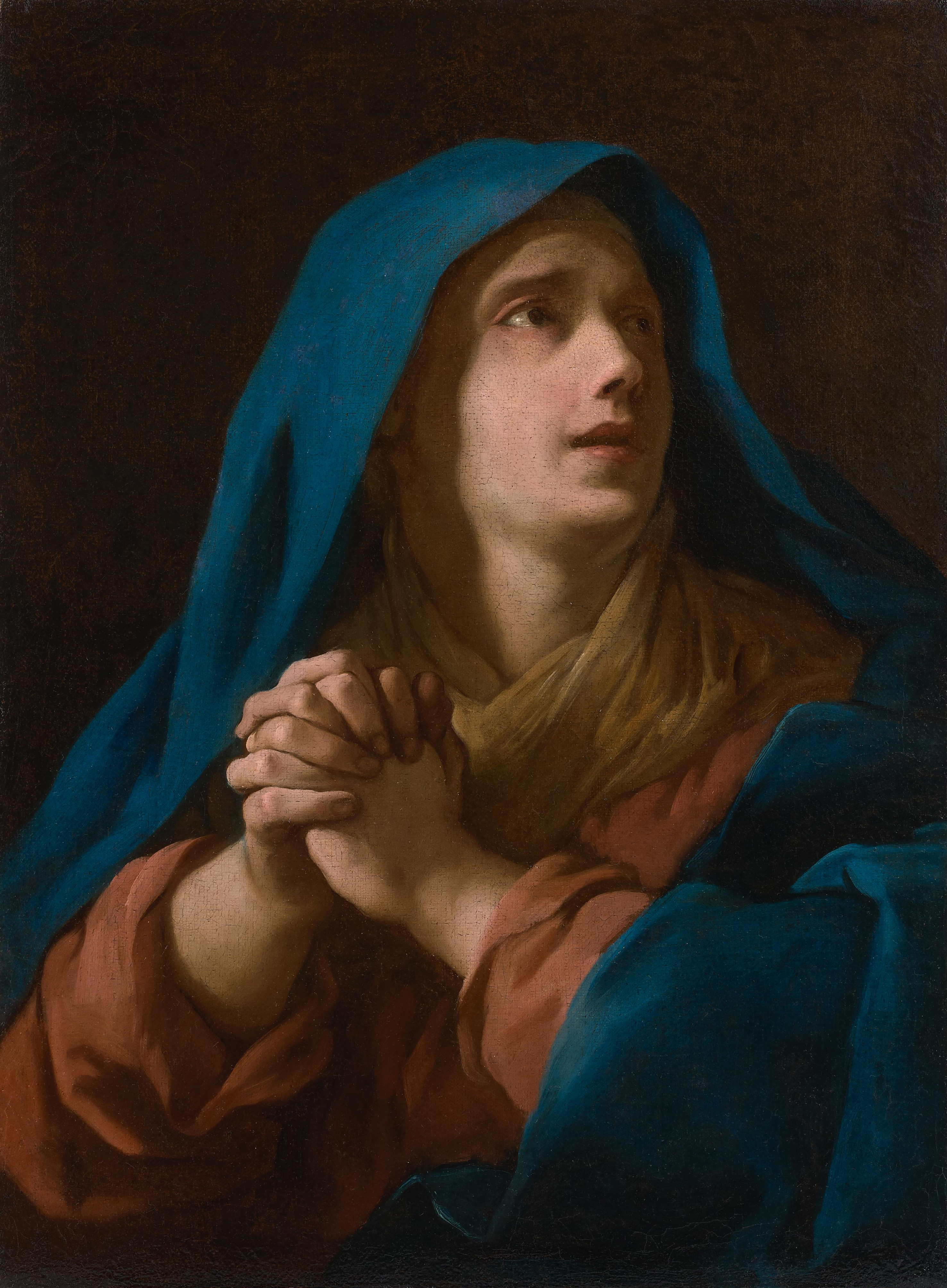
『祈る聖母』
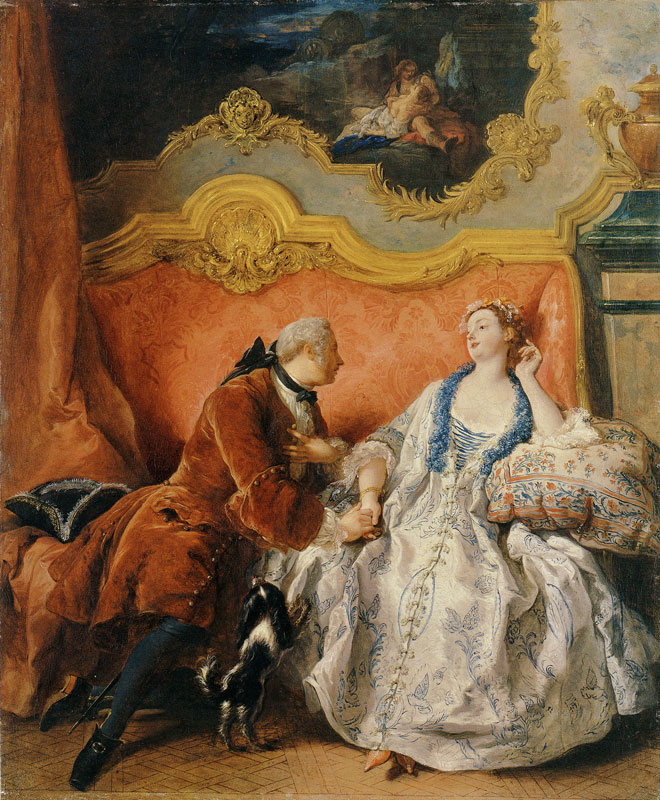
『愛の告白』